# Semaeopus ladrilla
Semaeopus ladrilla är en fjärilsart som beskrevs av Paul Dognin 1893. Semaeopus ladrilla ingår i släktet Semaeopus och familjen mätare. Inga underarter finns listade i Catalogue of Life.